# Talcy (Loir-et-Cher)
Pour les articles homonymes, voir Talcy.
Talcy est une commune française située dans le département de Loir-et-Cher, en région Centre-Val de Loire.
Localisée au centre-nord du département, la commune fait partie de la petite région agricole « la Beauce », une vaste étendue de cultures céréalières, oléagineuses (colza) et protéagineuses (pois, féverolle, lupin), avec également de la betterave sucrière, et de la pomme de terre. Elle est drainée par la Sixtre et par un petit cours d'eau.
L'occupation des sols est marquée par l'importance des espaces agricoles et naturels qui occupent la quasi-totalité du territoire communal. Un espace naturel d'intérêt est présent sur la commune : un site natura 2000.  En 2010, l'orientation technico-économique de l'agriculture sur la commune est la culture des céréales et des oléoprotéagineux. À l'instar du département qui a vu disparaître le quart de ses exploitations en dix ans, le nombre d'exploitations agricoles a fortement diminué, passant de 42 en 1988, à 10 en 2000, puis à 7 en 2010.
Avec 243 habitants en 2017, la commune fait partie des 60 communes les plus faiblement peuplées de Loir-et-Cher.
Le patrimoine architectural de la commune comprend trois bâtiments portés à l'inventaire des monuments historiques : le château de Talcy, classé en 1908 et inscrit en 2004, le moulin de Talcy, inscrit en 1988, et l'église Saint-Martin de Talcy, inscrite en 1933.

## Géographie

### Localisation et communes limitrophes
La commune de Talcy se trouve au centre-nord du département de Loir-et-Cher, dans la petite région agricole de la Beauce,. À vol d'oiseau, elle se situe à 22 km  de Blois, préfecture du département et à 16,9 km de Beauce la Romaine, chef-lieu du canton de la Beauce dont dépend la commune depuis 2015. La commune fait en outre partie du bassin de vie de Mer.
Les communes les plus proches sont : Concriers (2,3 km) , Roches (2,9 km) , Villexanton (3,4 km) , La Madeleine-Villefrouin (3,8 km) , Séris (4,5 km) , Le Plessis-l'Échelle (5,1 km) , Briou (5,4 km) , La Chapelle-Saint-Martin-en-Plaine (6,1 km)  et Josnes (6,7 km).

### Paysages et relief
Dans le cadre de la Convention européenne du paysage, adoptée le 20 octobre 2000 et entrée en vigueur en France le 1er juillet 2006, un atlas des paysages de Loir-et-Cher a été élaboré en 2010 par le CAUE de Loir-et-Cher, en collaboration avec la DIREN Centre (devenue DREAL en 2011), partenaire financier. Les paysages du département s'organisent ainsi en huit grands ensembles et 25 unités de paysage,. La commune fait partie de l'unité de paysage de « la Beauce ».
La fertile Beauce, qui couvre pas moins de six cent mille hectares, est un vaste plateau, essentiellement consacré aux grandes cultures (céréales, colza, betterave sucrière). En Loir-et-Cher, la Beauce s'avance jusqu'à Blois, bordée au nord par le Loir et au sud par la Loire, couvrant un septième du département. Ses paysages épurés et ouverts sur le ciel contrastent avec les vertes collines Percheronnes au nord et surtout avec les grandes forêts Solognotes au sud.
L'altitude du territoire communal varie de 107 mètres à 126 mètres,.

### Hydrographie

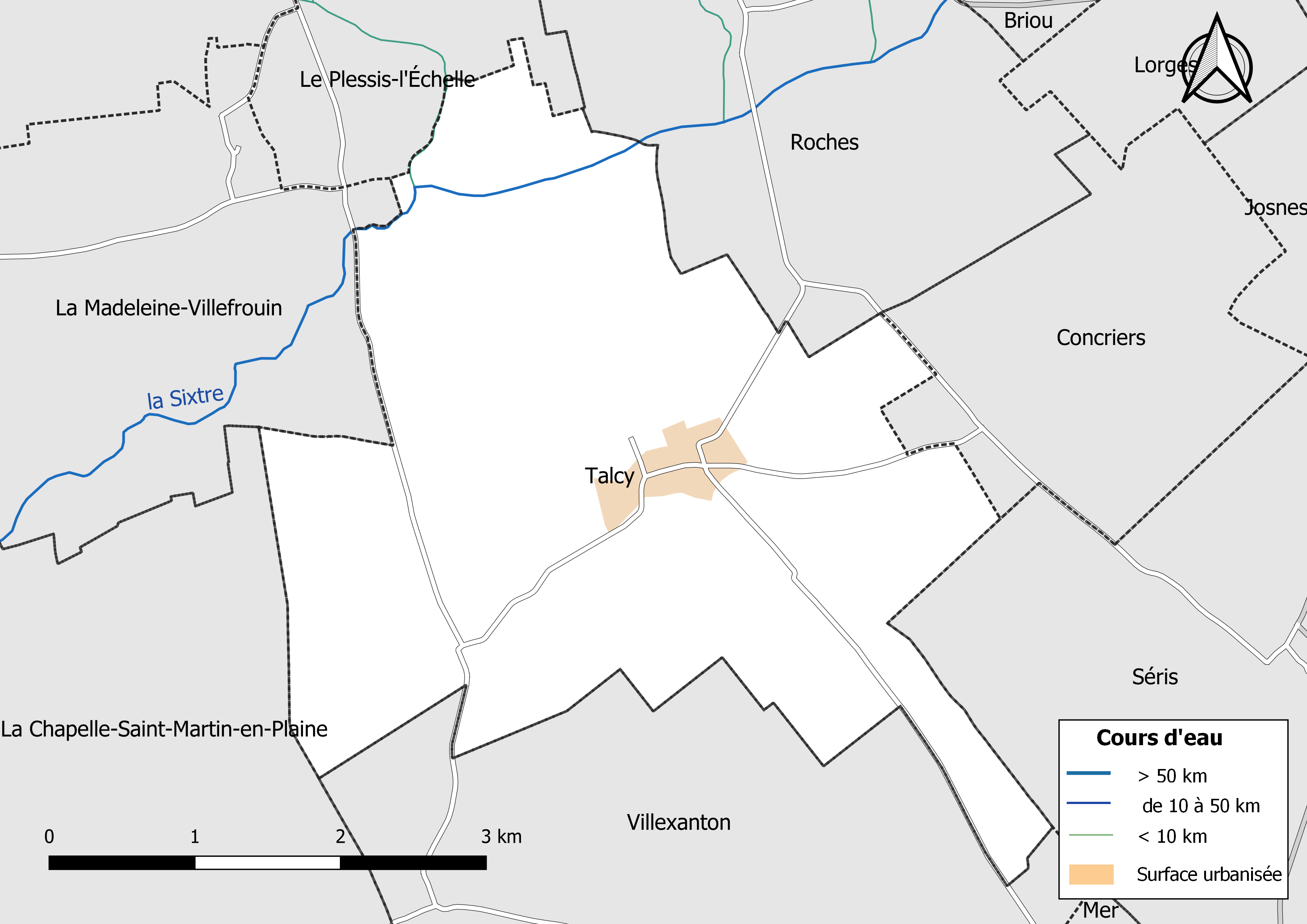
Réseau hydrographique de Talcy.

La commune est drainée par la Sixtre (2,227 km) et par un petit cours d'eau, constituant un réseau hydrographique de 2,77 km de longueur totale.
La Sixtre traverse la commune du nord-est vers le sud-ouest. D'une longueur totale de 19,6 km, il prend sa source dans la commune de Briou (41) et se jette  dans la Cisse à Conan (41), après avoir traversé 7 communes. 
Sur le plan piscicole, ce cours d'eau est classé en deuxième catégorie, où le peuplement piscicole dominant est constitué de poissons blancs (cyprinidés) et de carnassiers (brochet, sandre et perche).

### Climat
Pour des articles plus généraux, voir Climat du Centre-Val de Loire et Climat de Loir-et-Cher.
En 2010, le climat de la commune est de type climat océanique dégradé des plaines du Centre et du Nord, selon une étude du CNRS s'appuyant sur une série de données couvrant la période 1971-2000. En 2020, Météo-France publie une typologie des climats de la France métropolitaine dans laquelle la commune est exposée à un climat océanique altéré et est dans la région climatique Moyenne vallée de la Loire, caractérisée par une bonne insolation (1 850 h/an) et un été peu pluvieux.
Pour la période 1971-2000, la température annuelle moyenne est de 10,9 °C, avec une amplitude thermique annuelle de 15 °C. Le cumul annuel moyen de précipitations est de 653 mm, avec 10,4 jours de précipitations en janvier et 7,2 jours en juillet. Pour la période 1991-2020, la température moyenne annuelle observée sur la station météorologique de Météo-France la plus proche, sur la commune de Saint-Léonard-en-Beauce à 8 km à vol d'oiseau, est de 11,9 °C et le cumul annuel moyen de précipitations est de 642,2 mm,. Pour l'avenir, les paramètres climatiques de la commune estimés pour 2050 selon différents scénarios d'émission de gaz à effet de serre sont consultables sur un site dédié publié par Météo-France en novembre 2022.

### Milieux naturels et biodiversité

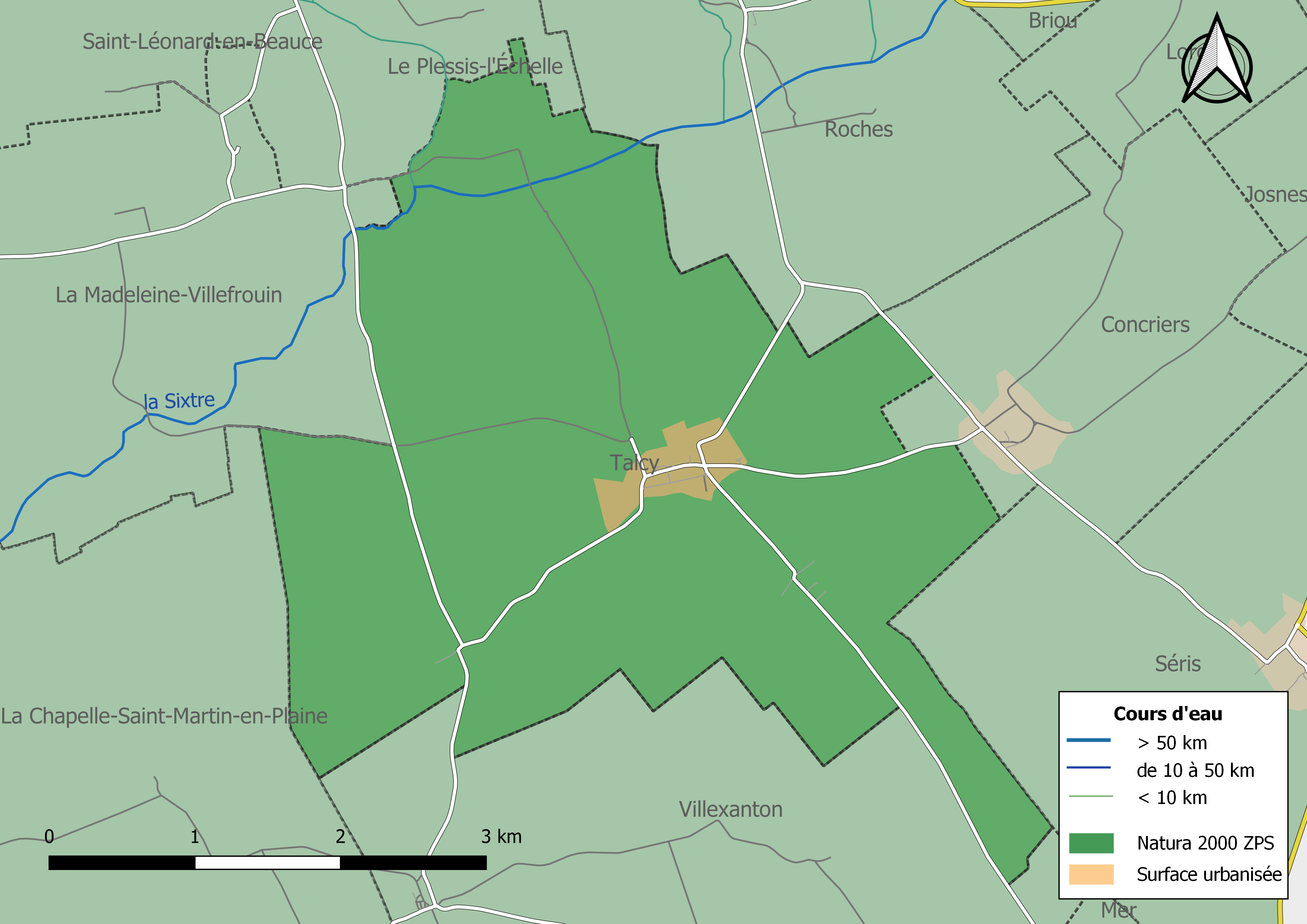
La totalité du territoire communal est incluse dans le site Natura 2000 la « Petite Beauce ».

Le réseau Natura 2000 est un réseau écologique européen de sites naturels d'intérêt écologique élaboré à partir des Directives « Habitats » et « Oiseaux ». Ce réseau est constitué de Zones spéciales de conservation (ZSC) et de Zones de protection spéciale (ZPS). Dans les zones de ce réseau, les États membres s'engagent à maintenir dans un état de conservation favorable les types d'habitats et d'espèces concernés, par le biais de mesures réglementaires, administratives ou contractuelles. L'objectif est de promouvoir une gestion adaptée des habitats tout en tenant compte des exigences économiques, sociales et culturelles, ainsi que des particularités régionales et locales de chaque État membre. Les activités humaines ne sont pas interdites, dès lors que celles-ci ne remettent pas en cause significativement l'état de conservation favorable des habitats et des espèces concernés. La totalité du territoire communal est incluse dans le site Natura 2000 : 
la « Petite Beauce », d'une superficie de 52 565 ha.

## Urbanisme

### Typologie
Au 1er janvier 2024, Talcy est catégorisée commune rurale à habitat dispersé, selon la nouvelle grille communale de densité à sept niveaux définie par l'Insee en 2022.
Elle est située hors unité urbaine et hors attraction des villes,.

### Occupation des sols
L'occupation des sols est marquée par l'importance des espaces agricoles et naturels (97,5 %). La répartition détaillée ressortant en 2012 de la base de données européenne d'occupation biophysique des sols Corine Land Cover est la suivante : 

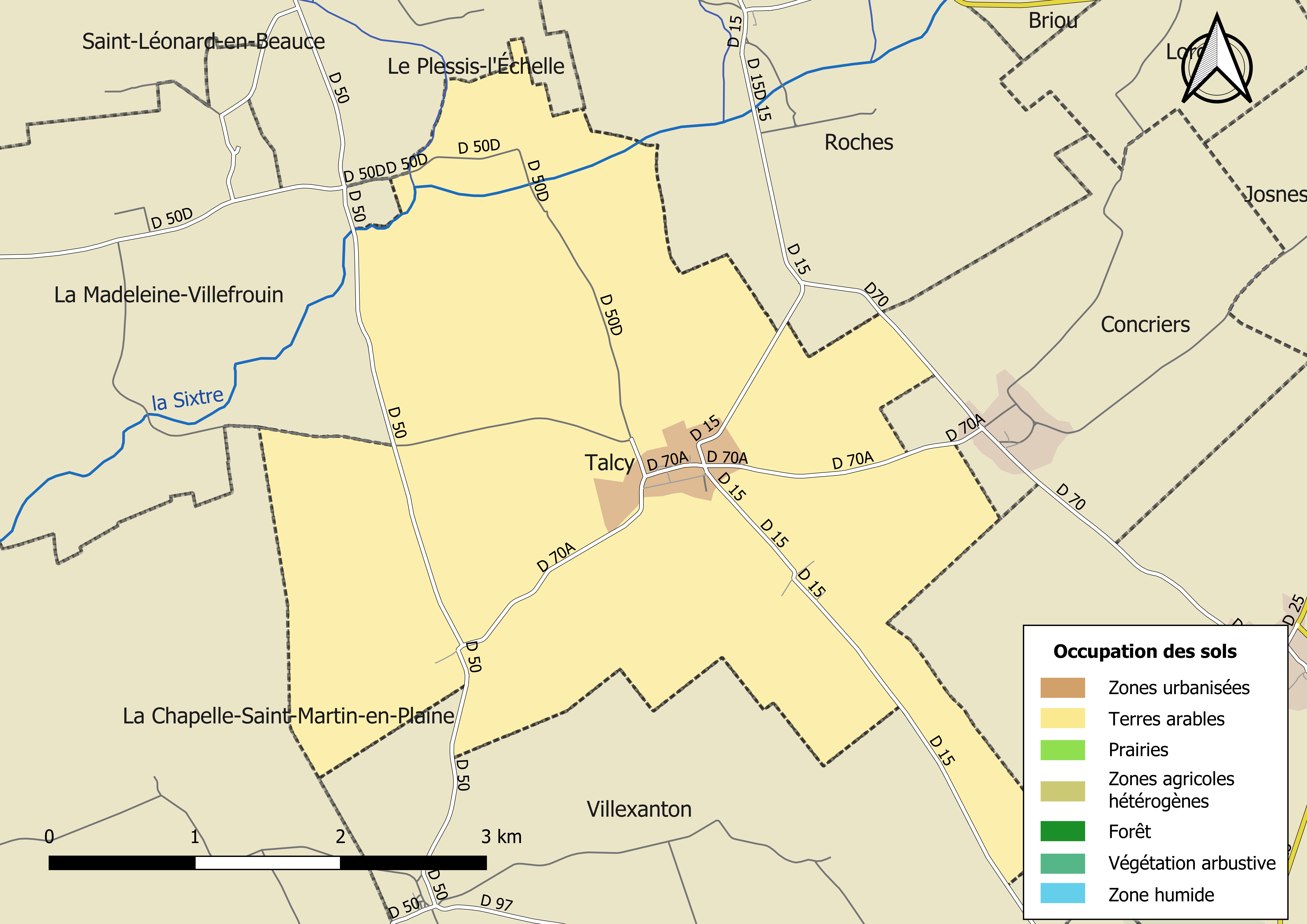
Carte des infrastructures et de l'occupation des sols de la commune en 2018 (CLC).

terres arables (97,5 %), 
zones urbanisées (2,5 %).

### Planification
En matière de planification, la commune ne disposait pas en 2017 de document d'urbanisme opérationnel et le règlement national d'urbanisme s'appliquait donc pour la délivrance des permis de construire.

### Habitat et logement
Le tableau ci-dessous présente la typologie des logements à Talcy en 2016 en comparaison avec celle du Loir-et-Cher et de la France entière. Une caractéristique marquante du parc de logements est ainsi la faible proportion des résidences secondaires et logements occasionnels (6,6 %) par rapport au département (18 %) et à la France entière (9,6 %). Concernant le statut d'occupation de ces logements, 82,8 % des habitants de la commune sont propriétaires de leur logement (80,0 % en 2011), contre 68,1 % pour le Loir-et-Cher et 57,6 pour la France entière.
|                                                         | Talcy | Loir-et-Cher | France entière |
| ------------------------------------------------------- | ----- | ------------ | -------------- |
| Résidences principales (en %)                           | 83,2  | 74,5         | 82,3           |
| Résidences secondaires et logements occasionnels (en %) | 6,6   | 18           | 9,6            |
| Logements vacants (en %)                                | 10,2  | 7,5          | 8,1            |

### Risques majeurs
Le territoire communal de Talcy est vulnérable à différents aléas naturels :  climatiques (hiver exceptionnel ou canicule), mouvements de terrains ou sismique (sismicité très faible). 
Il est également exposé à deux risques technologiques : le risque nucléaire et  le transport de matières dangereuses,.

#### Risques naturels
Les mouvements de terrains susceptibles de se produire sur la commune sont liés au retrait-gonflement des argiles. Le phénomène de retrait-gonflement des argiles est la conséquence d'un changement d'humidité des sols argileux. Les argiles sont capables de fixer l'eau disponible mais aussi de la perdre en se rétractant en cas de sécheresse. Ce phénomène peut provoquer des dégâts très importants sur les constructions (fissures, déformations des ouvertures) pouvant rendre inhabitables certains locaux. La carte de zonage de cet aléa peut être consultée sur le site de l'observatoire national des risques naturels Georisques.

#### Risques technologiques
La totalité du territoire de la commune peut être concernée par le risque nucléaire. En cas d'accident grave, certaines installations nucléaires sont susceptibles de rejeter dans l'atmosphère de l'iode radioactif. Or la commune se situe partiellement à l'intérieur du périmètre de 20 km du Plan particulier d'intervention de la centrale nucléaire de Saint-Laurent-des-Eaux. À ce titre les habitants de la commune, comme tous ceux résidant dans le périmètre proche de 20 km de la centrale ont bénéficié, à titre préventif, d'une distribution de comprimés d'iode stable dont l'ingestion avant rejet radioactif permet de pallier les effets sur la thyroïde d'une exposition à de l'iode radioactif. En cas d'incident ou d'accident nucléaire, des consignes de confinement ou d'évacuation peuvent être données et les habitants peuvent être amenés à ingérer, sur ordre du préfet, les comprimés en leur possession,.
Le risque de transport de marchandises dangereuses sur la commune est lié à sa traversée par une canalisation de transport de gaz. Un accident se produisant sur une telle infrastructure est en effet susceptible d'avoir des effets graves au bâti ou aux personnes jusqu'à 350 m, selon la nature du matériau transporté. Des dispositions d'urbanisme peuvent être préconisées en conséquence.

## Histoire

### Préhistoire et Antiquité
Un dolmen préhistorique a été signalé sur la commune près de la ferme de Sixtre. Il est aussi appelé Pierre Levée ou Pierre percée. Il est donné pour détruit[réf. nécessaire].

### Révolution française et Empire

#### Nouvelle organisation territoriale
Le décret de l'Assemblée nationale du 12 novembre 1789 décrète qu'« il y aura une municipalité dans chaque ville, bourg, paroisse ou communauté de campagne », mais ce n'est qu'avec le décret de la Convention nationale du 10 brumaire an II (31 octobre 1793) que la paroisse de Talcy devient formellement « commune de Talcy »,.
En 1790, dans le cadre de la création des départements, la municipalité est rattachée au canton de Marchenoir et au district de Mer. Les cantons sont supprimés, en tant que découpage administratif, par une loi du 26 juin 1793, et ne conservent qu'un rôle électoral, permettant l'élection des électeurs du second degré chargés de désigner les députés,. La Constitution du 5 fructidor an III, appliquée à partir de vendémiaire an IV (1795) supprime les districts, considérés comme des rouages administratifs liés à la Terreur, mais maintient les cantons qui acquièrent dès lors plus d'importance en retrouvant une fonction administrative. Enfin, sous le Consulat, un redécoupage territorial visant à réduire le nombre de justices de paix ramène le nombre de cantons en Loir-et-Cher de 33 à 24. Talcy est alors rattachée au canton de Marchenoir et à l'Arrondissement de Blois par arrêté du 5 vendémiaire an X (26 septembre 1801),,. Cette organisation va rester inchangée pendant près de 150 ans.

## Politique et administration

### Découpage territorial
La commune de Talcy est membre de la communauté de communes Beauce Val de Loire, un établissement public de coopération intercommunale (EPCI) à fiscalité propre créé le 1er janvier 2016.
Elle est rattachée sur le plan administratif à l'arrondissement de Blois, au département de Loir-et-Cher et à la région Centre-Val de Loire, en tant que circonscriptions administratives. Sur le plan électoral, elle est rattachée au canton de la Beauce depuis 2015 pour l'élection des conseillers départementaux et à la troisième circonscription de Loir-et-Cher pour les élections législatives.

### Politique et administration municipale

#### Conseil municipal et maire
Le conseil municipal de Talcy, commune de moins de 1 000 habitants, est élu au scrutin majoritaire plurinominal avec listes ouvertes et panachage. Compte tenu de la population communale, le nombre de sièges au conseil municipal est de 11. Le maire, à la fois agent de l'État et exécutif de la commune en tant que collectivité territoriale, est élu par le conseil municipal au scrutin secret lors de la première réunion du conseil suivant les élections municipales, pour un mandat de six ans, c'est-à-dire pour la durée du mandat du conseil.
| Période                                  | Période   | Identité          | Étiquette | Qualité                           |
| ---------------------------------------- | --------- | ----------------- | --------- | --------------------------------- |
| 2008                                     | 2014      | Serge Bourgoin    |           |                                   |
| mars 2014                                | juin 2020 | Etienne Lhomme    |           | Agriculteur exploitant            |
| juin 2020                                | En cours  | Josiane Bourgoin, |           | Ancienne profession intermédiaire |
| Les données manquantes sont à compléter. |           |                   |           |                                   |

## Équipements et services

### Eau et assainissement
L'organisation de la distribution de l'eau potable, de la collecte et du traitement des eaux usées et pluviales relève des communes. La compétence eau et assainissement des communes est un service public industriel et commercial (SPIC).

#### Alimentation en eau potable
Le service d'eau potable comporte trois grandes étapes : le captage, la potabilisation et la distribution d'une eau potable conforme aux normes de qualité fixées pour protéger la santé humaine. En 2019, la commune est membre du syndicat intercommunal d'adduction d'eau potable et d'assainissement Collectif Val d'Eau qui assure le service en régie.

#### Assainissement des eaux usées
En 2019, la gestion du service d'assainissement collectif de la commune de Talcy est assurée par le syndicat intercommunal d'adduction d'eau potable et d'assainissement collectif Val d'Eau qui a le statut de régie à autonomie financière.
Une station de traitement des eaux usées est en service au 1er janvier 2019 sur le territoire communal : 
« Route De Sixtre », un équipement utilisant la technique des filtres plantés, dont la capacité est de 440 EH , mis en service le 30 janvier 2006.
L'assainissement non collectif (ANC) désigne les installations individuelles de traitement des eaux domestiques qui ne sont pas desservies par un réseau public de collecte des eaux usées et qui doivent en conséquence traiter elles-mêmes leurs eaux usées avant de les rejeter dans le milieu naturel. La communauté de communes Beauce Val de Loire assure pour le compte de la commune le service public d'assainissement non collectif (SPANC), qui a pour mission de vérifier la bonne exécution des travaux de réalisation et de réhabilitation, ainsi que le bon fonctionnement et l'entretien des installations.

### Sécurité, justice et secours
La sécurité de la commune est assurée par la brigade de gendarmerie de Marchenoir qui dépend du groupement de gendarmerie départementale de Loir-et-Cher installé à Blois.
En matière de justice, Talcy relève du conseil de prud'hommes de Blois, de la Cour d'appel d'Orléans (juridiction de Blois), de la Cour d'assises de Loir-et-Cher, du tribunal administratif de Blois, du tribunal de commerce de Blois et du tribunal judiciaire de Blois.

## Population et société

### Démographie

#### Évolution démographique
L'évolution du nombre d'habitants est connue à travers les recensements de la population effectués dans la commune depuis 1793. Pour les communes de moins de 10 000 habitants, une enquête de recensement portant sur toute la population est réalisée tous les cinq ans, les populations de référence des années intermédiaires étant quant à elles estimées par interpolation ou extrapolation. Pour la commune, le premier recensement exhaustif entrant dans le cadre du nouveau dispositif a été réalisé en 2005.

En 2022, la commune comptait 277 habitants, en évolution de +11,69 % par rapport à 2016 (Loir-et-Cher : −1,15 %, France hors Mayotte : +2,11 %).
| 1793 | 1800 | 1806 | 1821 | 1831 | 1836 | 1841 | 1846 | 1851 |
| ---- | ---- | ---- | ---- | ---- | ---- | ---- | ---- | ---- |
| 480  | 421  | 438  | 517  | 572  | 574  | 567  | 550  | 564  |

| 1856 | 1861 | 1866 | 1872 | 1876 | 1881 | 1886 | 1891 | 1896 |
| ---- | ---- | ---- | ---- | ---- | ---- | ---- | ---- | ---- |
| 555  | 540  | 557  | 563  | 504  | 504  | 503  | 459  | 444  |

| 1901 | 1906 | 1911 | 1921 | 1926 | 1931 | 1936 | 1946 | 1954 |
| ---- | ---- | ---- | ---- | ---- | ---- | ---- | ---- | ---- |
| 435  | 442  | 402  | 361  | 343  | 314  | 287  | 267  | 285  |

| 1962 | 1968 | 1975 | 1982 | 1990 | 1999 | 2005 | 2006 | 2010 |
| ---- | ---- | ---- | ---- | ---- | ---- | ---- | ---- | ---- |
| 262  | 235  | 223  | 241  | 240  | 247  | 249  | 250  | 261  |

| 2015 | 2020 | 2022 | - | - | - | - | - | - |
| ---- | ---- | ---- | - | - | - | - | - | - |
| 252  | 268  | 277  | - | - | - | - | - | - |

#### Pyramide des âges
La population de la commune est relativement jeune.
En 2018, le taux de personnes d'un âge inférieur à 30 ans s'élève à 36,2 %, soit au-dessus de la moyenne départementale (31,3 %). À l'inverse, le taux de personnes d'âge supérieur à 60 ans est de 26,1 % la même année, alors qu'il est de 31,6 % au niveau départemental.
En 2018, la commune comptait 126 hommes pour 126 femmes, soit un taux de 50 % de femmes, légèrement inférieur au taux départemental (51,45 %).
Les pyramides des âges de la commune et du département s'établissent comme suit.
| Hommes | Classe d’âge | Femmes |
| ------ | ------------ | ------ |
| 1,5    | 90 ou +      | 1,5    |
| 8,2    | 75-89 ans    | 6,0    |
| 16,4   | 60-74 ans    | 18,7   |
| 20,1   | 45-59 ans    | 20,1   |
| 19,4   | 30-44 ans    | 15,7   |
| 7,5    | 15-29 ans    | 14,9   |
| 26,9   | 0-14 ans     | 23,1   |

| Hommes | Classe d’âge | Femmes |
| ------ | ------------ | ------ |
| 1,1    | 90 ou +      | 2,6    |
| 9,2    | 75-89 ans    | 11,9   |
| 19,7   | 60-74 ans    | 20,4   |
| 20,7   | 45-59 ans    | 20     |
| 16,5   | 30-44 ans    | 16,2   |
| 15,2   | 15-29 ans    | 13,2   |
| 17,6   | 0-14 ans     | 15,7   |

## Économie

### Secteurs d'activité
Le tableau ci-dessous détaille le nombre d'entreprises implantées à Talcy selon leur secteur d'activité et le nombre de leurs salariés :
|                                                              | total | % com (% dep) | 0 salarié | 1 à 9 salarié(s) | 10 à 19 salariés | 20 à 49 salariés | 50 salariés ou plus |
| ------------------------------------------------------------ | ----- | ------------- | --------- | ---------------- | ---------------- | ---------------- | ------------------- |
| Ensemble                                                     | 35    | 100,0 (100)   | 22        | 9                | 2                | 1                | 1                   |
| Agriculture, sylviculture et pêche                           | 11    | 31,4 (11,8)   | 9         | 2                | 0                | 0                | 0                   |
| Industrie                                                    | 3     | 8,6 (6,5)     | 2         | 0                | 0                | 0                | 1                   |
| Construction                                                 | 2     | 5,7 (10,3)    | 1         | 1                | 0                | 0                | 0                   |
| Commerce, transports, services divers                        | 16    | 45,7 (57,9)   | 10        | 3                | 2                | 1                | 0                   |
| dont commerce et réparation automobile                       | 3     | 8,6 (17,5)    | 2         | 0                | 1                | 0                | 0                   |
| Administration publique, enseignement, santé, action sociale | 3     | 8,6 (13,5)    | 0         | 3                | 0                | 0                | 0                   |
| Champ : ensemble des activités.                              |       |               |           |                  |                  |                  |                     |

Le secteur du commerce, transports et services divers est prépondérant sur la commune (16 entreprises sur 35) néanmoins le secteur agricole reste important puisqu'en proportions (31,4 %), il est plus important qu'au niveau départemental (11,8 %).
Sur les 35 entreprises implantées à Talcy en 2016, 22 ne font appel à aucun salarié, 9 comptent 1 à 9 salariés, 2 emploient entre 10 et 19 personnes.1 emploie entre 20 et 49 personnes.
Au 1er juillet 2017, la commune est classée en zone de revitalisation rurale (ZRR), un dispositif visant à aider le développement des territoires ruraux principalement à travers des mesures fiscales et sociales. Des mesures spécifiques en faveur du développement économique s'y appliquent également

### Agriculture
En 2010, l'orientation technico-économique de l'agriculture sur la commune est diverses cultures (hors céréales et oléoprotéagineux, fleurs et fruits). Le département a perdu près d'un quart de ses exploitations en 10 ans, entre 2000 et 2010 (c'est le département de la région Centre-Val de Loire qui en compte le moins). Cette tendance se retrouve également au niveau de la commune où le nombre d'exploitations est passé de 19 en 1988 à 10 en 2000 puis à 7 en 2010. Parallèlement, la taille de ces exploitations augmente, passant de 73 ha en 1988 à 167 ha en 2010. 
Le tableau ci-dessous présente les principales caractéristiques des exploitations agricoles de Talcy, observées sur une période de 22 ans : 
|                                      | 1988                 | 2000                 | 2010                 |
| Dimension économique                 | Dimension économique | Dimension économique | Dimension économique |
| ------------------------------------ | -------------------- | -------------------- | -------------------- |
| Nombre d'exploitations (u)           | 19                   | 10                   | 7                    |
| Travail (UTA)                        | 36                   | 17                   | 10                   |
| Surface agricole utilisée (ha)       | 1 389                | 1 343                | 1 171                |
| Cultures                             |                      |                      |                      |
| Terres labourables (ha)              | 1 381                | 1 343                | 1 157                |
| Céréales (ha)                        | 951                  | 848                  | 729                  |
| dont blé tendre (ha)                 | 420                  | 319                  | 118                  |
| dont maïs-grain et maïs-semence (ha) | 64                   | 103                  | s                    |
| Tournesol (ha)                       | 204                  | s                    | 90                   |
| Colza et navette (ha)                | 116                  | 136                  | 187                  |
| Élevage                              |                      |                      |                      |
| Cheptel (UGBTA)                      | 45                   | 3                    | 0                    |

.

#### Produits labellisés
Le territoire de la commune est intégré aux aires de productions de divers produits bénéficiant d'une indication géographique protégée (IGP) : le vin Val-de-loire et les volailles de l’Orléanais,.

## Culture locale et patrimoine

### Lieux et monuments
- Château de Talcy.

- Église Saint-Martin de Talcy.

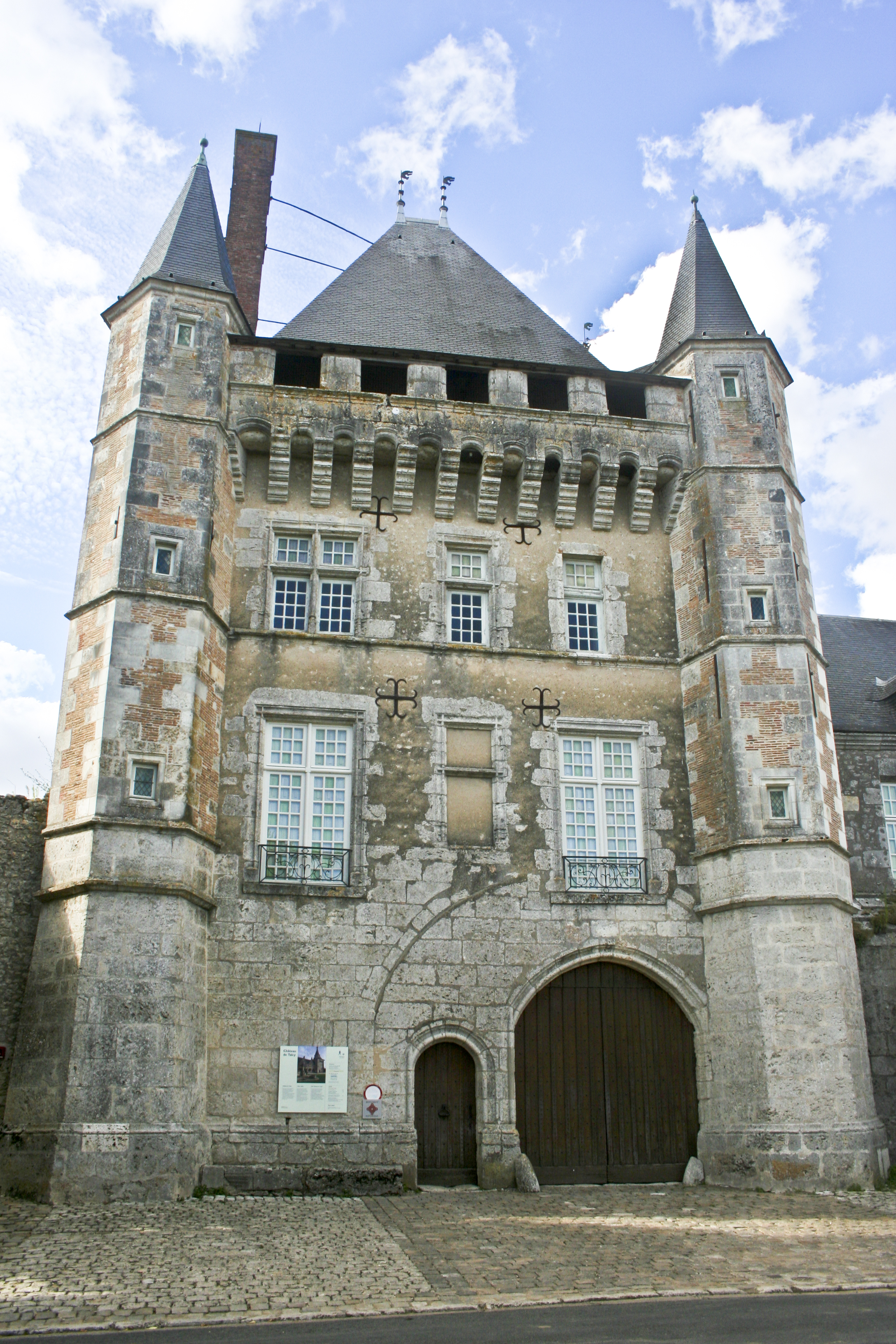
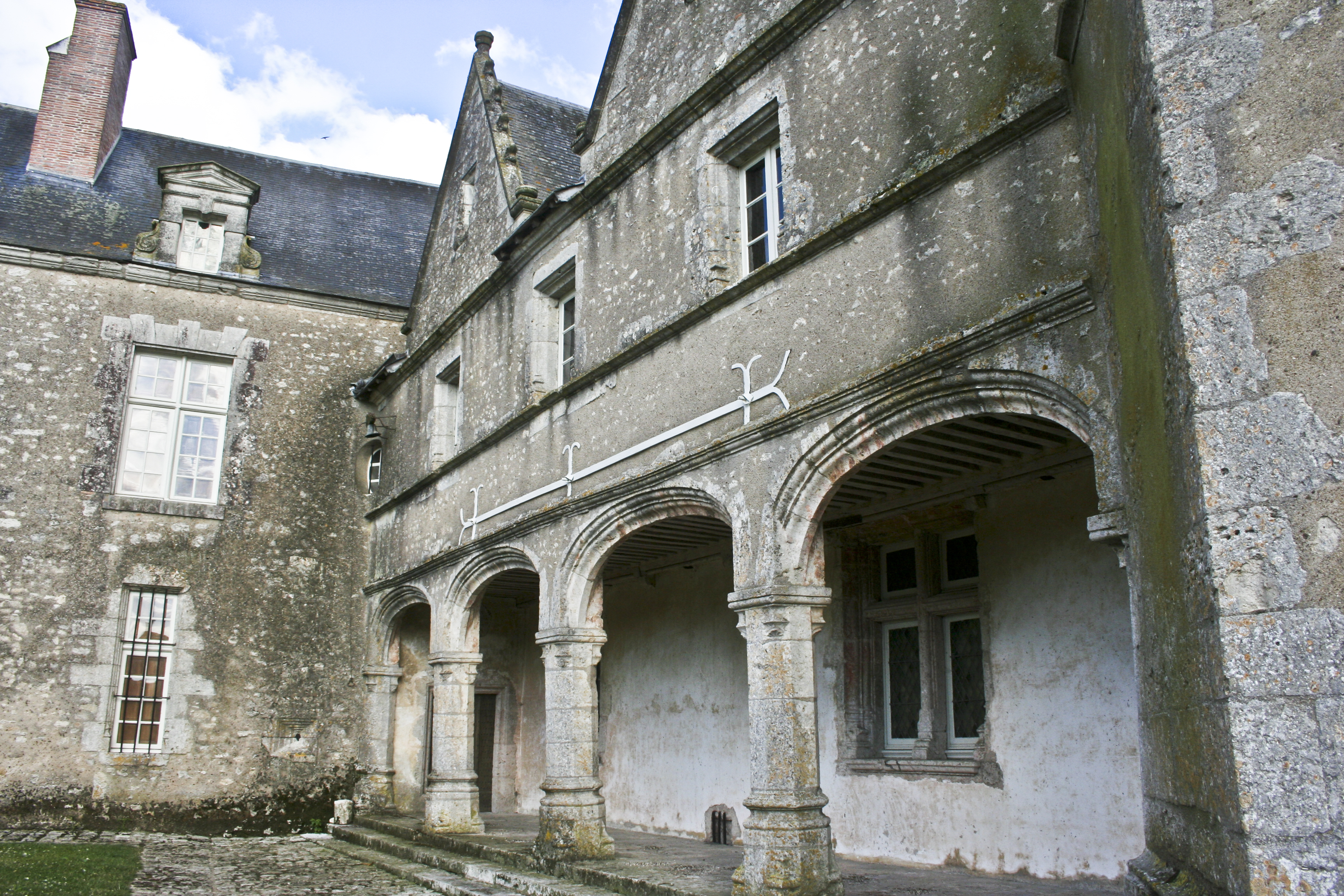
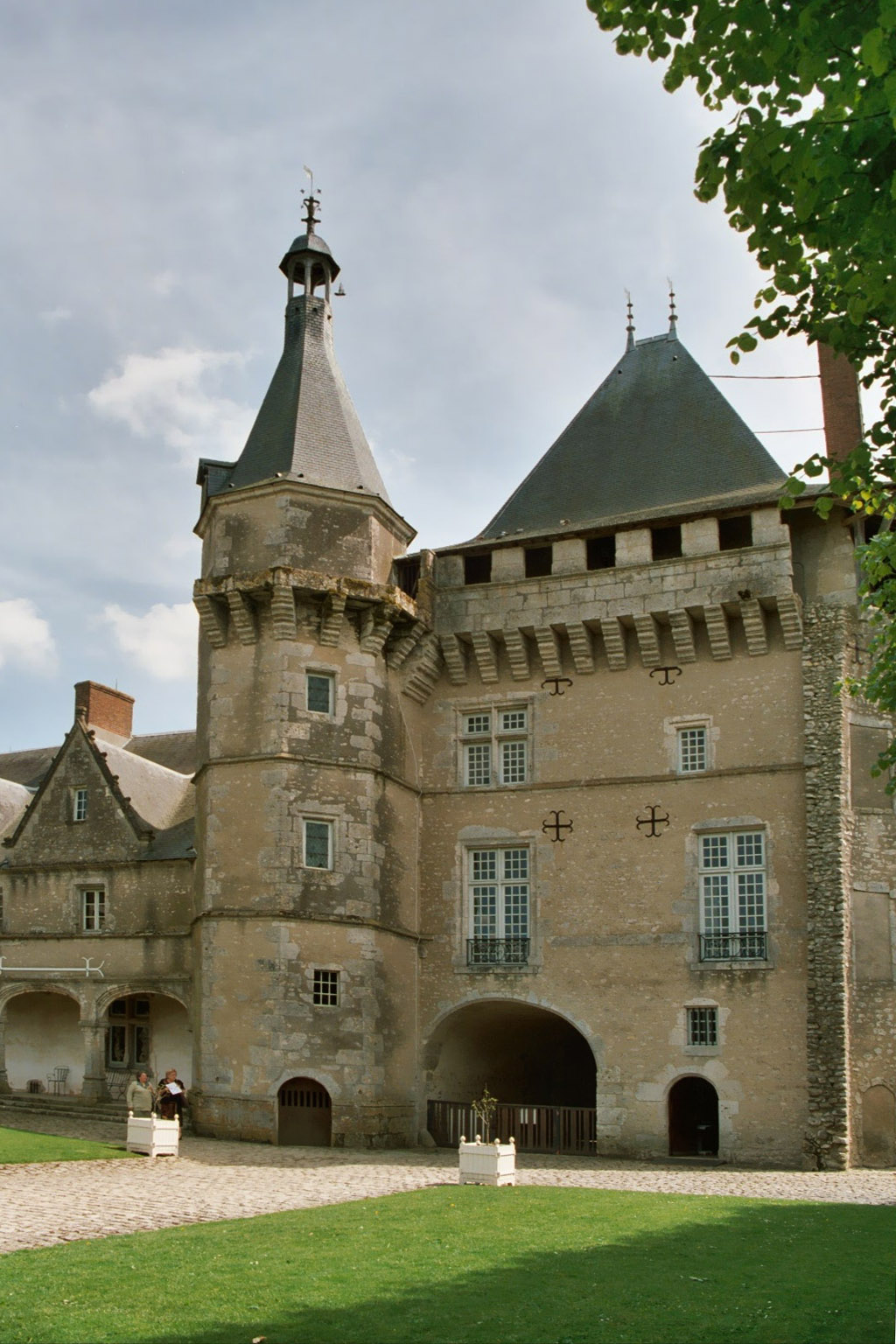
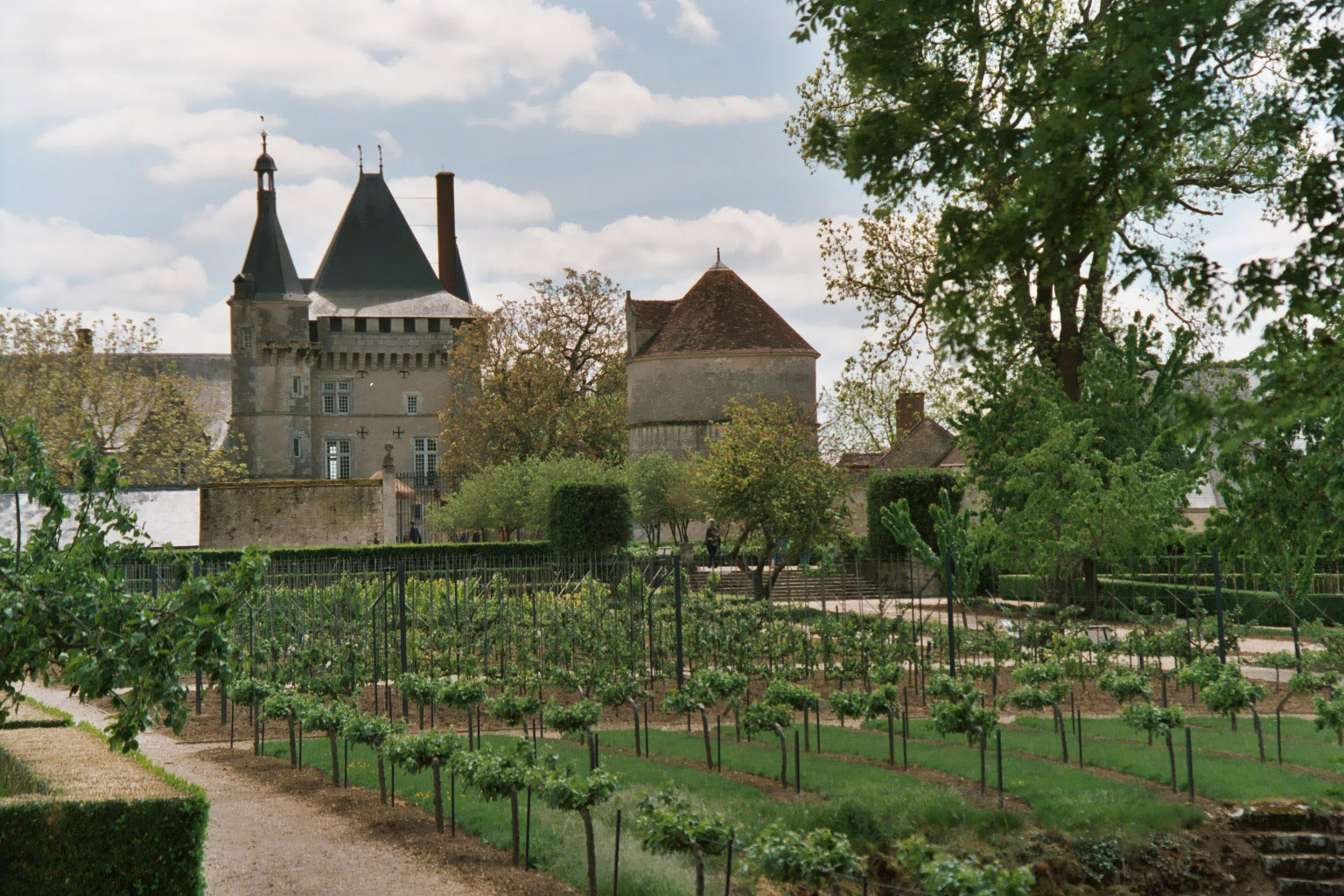
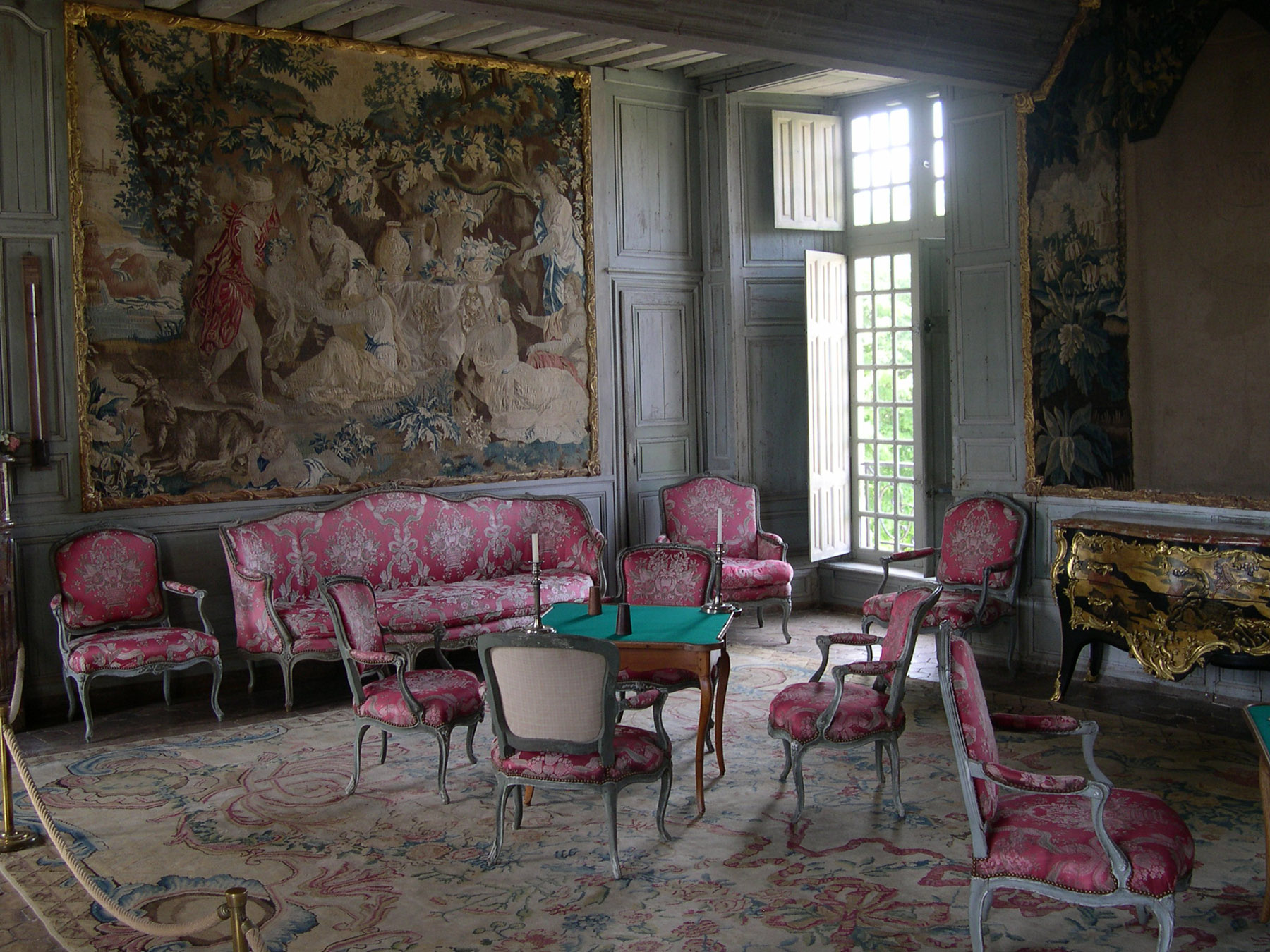

- Le moulin de Talcy est en fait le moulin à vent de Châtenay (Eure-et-Loir) (l'original ayant été démoli en 1956), acheté, démonté et reconstruit à Talcy en 1978. Il a résisté à la tempête de 1999 mais s'est effondré lors d'un mini-cyclone en 2003 et a été reconstruit depuis. Il fonctionne régulièrement et peut se visiter[80].

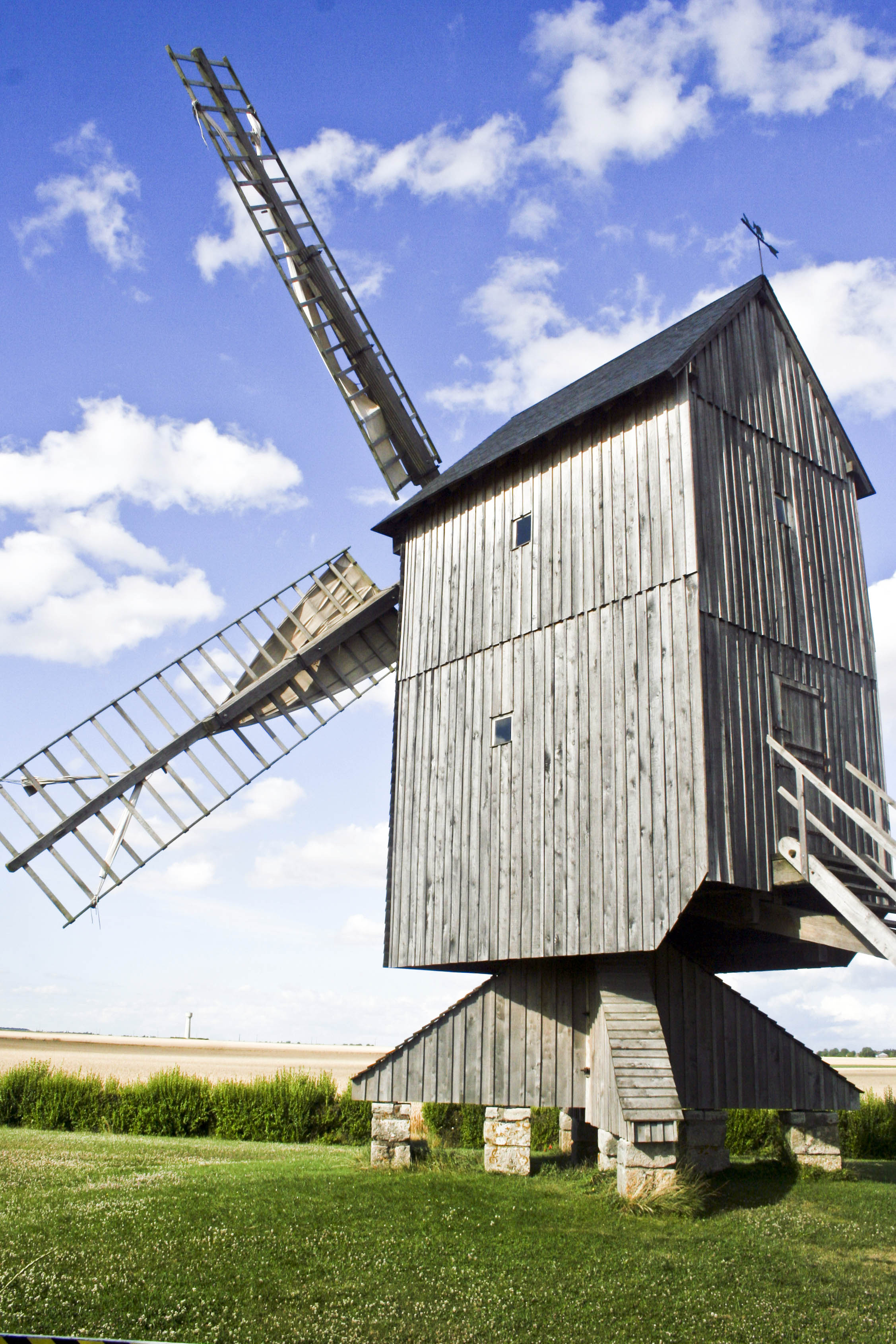
Moulin de Talcy, vu de côté.
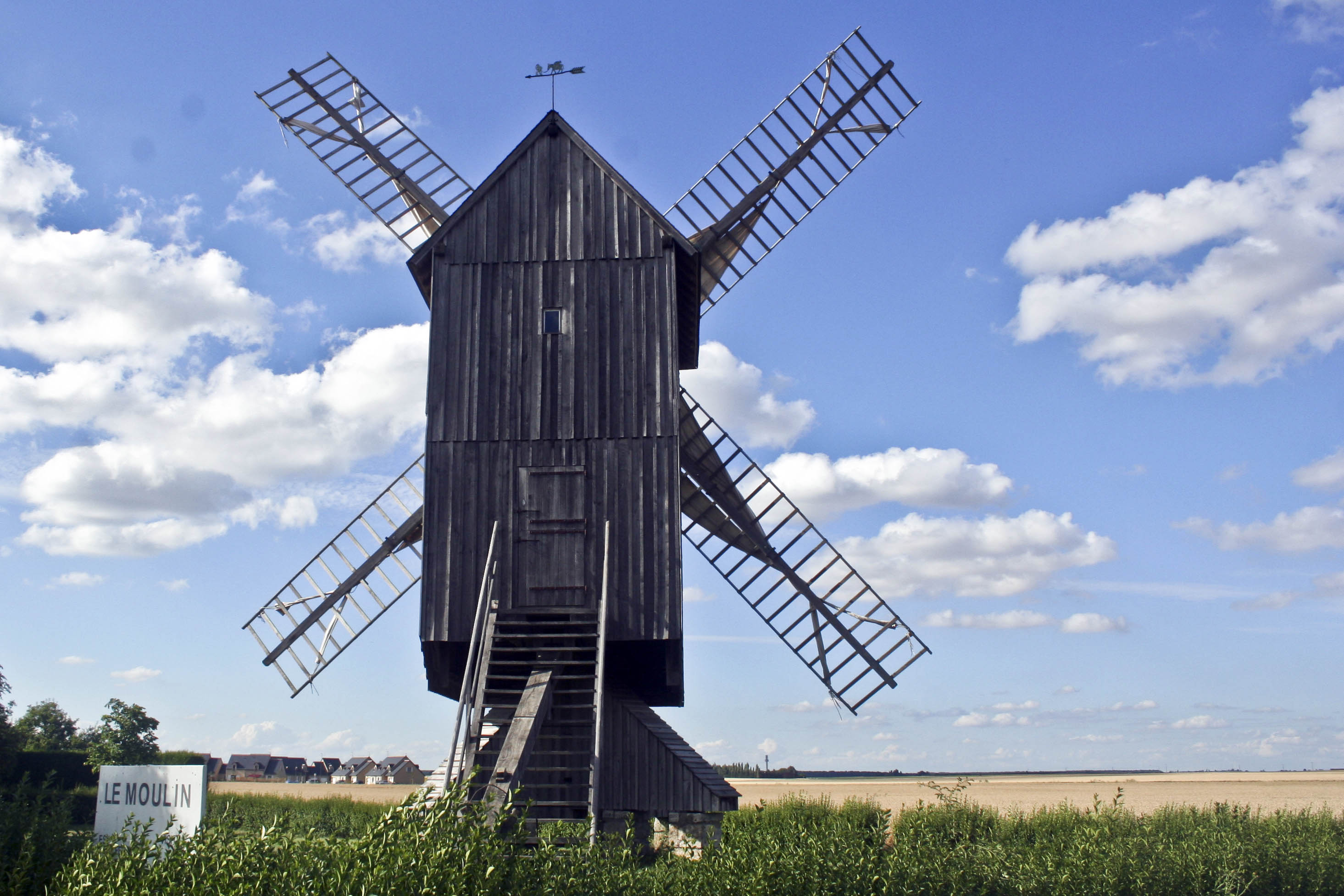
Moulin de Talcy, vu de derrière.

### Héraldique
|  | Les armoiries de Talcy se blasonnent ainsi : D'argent aux trois bandes bretessées et contre-bretessées de gueules. Création A. Prudhomme (1987). |

### Personnalités liées à la commune
- Paul Godet des Marais (1647-1709), évêque de Chartres.
- Barthélémy Dorez (1660-1729), Contrôleur des poudres, Maître des Postes des Flandres, fondateur avec son neveu Pierre Pélissier de la Manufacture de faïence et Porcelaine de Lille en 1711. Né à Talcy, décédé à Lille.
- Jacques François Pélissier (1653-1690), demi-frère de Barthélémy Dorez et père de Pierre Pélissier, cofondateur de la Manufacture de Lille en 1711.